# 魏勒-锡默贝格
魏勒-锡默贝格是德国巴伐利亚州的一个市镇。总面积31.30平方公里，总人口6426人，其中男性3229人，女性3197人（2011年12月31日），人口密度205人/平方公里。